# Hôtel Trapp
Pour les articles homonymes, voir Trapp.
L’Hôtel Trapp est un hôtel particulier, situé au no 16 de la rue des Moissons à Reims construit pour le filateur Adolphe Trapp (1858-1903).

## Histoire
L’ancien hôtel Trapp, entre cour et jardin, en pierre de taille, a été construit, entre 1896 et 1900, pour le filateur Adolphe Trapp (1858-1903). Vers 1960, il a été transformé en garage
De 1998 à 2001, il a été restauré et agrandi par les architectes François Ballan et Nicolas Thiénot pour constituer une résidence nommée « Parc des Chevaliers ».

## Adolphe Trapp
Adolphe Gustave Trapp est né le 15 mai 1858 à Mulhouse. Il a été naturalisé français par décret N°26.463 en application de l'article 18 du code civil.